# Licosoïdeus
Els licosoïdeus (Lycosoidea) són una superfamília d'aranyes araneomorfes. Està constituïda per dotze famílies d'aranyes amb vuit ulls:
- Els ctènids (Ctenidae)
- Els licòsids (Lycosidae)
- Els neolànids (Neolanidae)
- Els oxiòpids (Oxyopidae)
- Els pisàurids (Pisauridae)
- Els psècrids (Psechridae)
- Els senocúlids (Senoculidae)
- Els estifídids (Stiphidiidae)
- Els trecalèids (Trechaleidae)
- Els zòrids (Zoridae)
- Els zorocràtids (Zorocratidae)
- Els zoròpsids (Zoropsidae)

Fang et al. (2000), basant-se en l'anàlisi d'elements de l'ADN mitocondrial, proposen les següents relacions entre algunes de les famílies més properes:
```
+---- Psechridae
+--|
| +---- Oxyopidae
----|
| +---- Pisauridae
+--|
+---- Lycosidae
```